# Österreichisches Rotes Kreuz

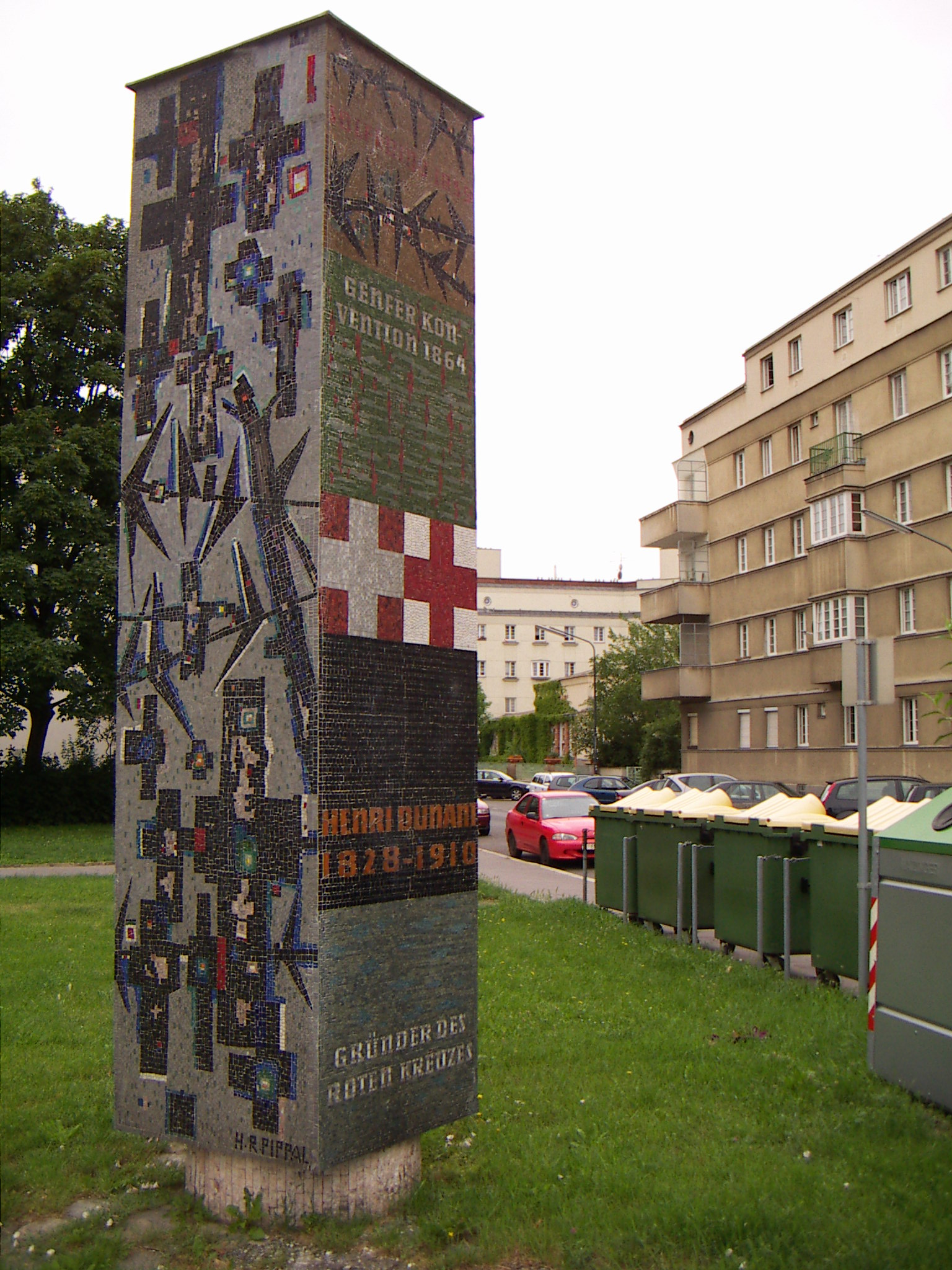
Henry Dunant-Stele in der Dunantgasse in Wien-Floridsdorf vom Maler Hans Robert Pippal

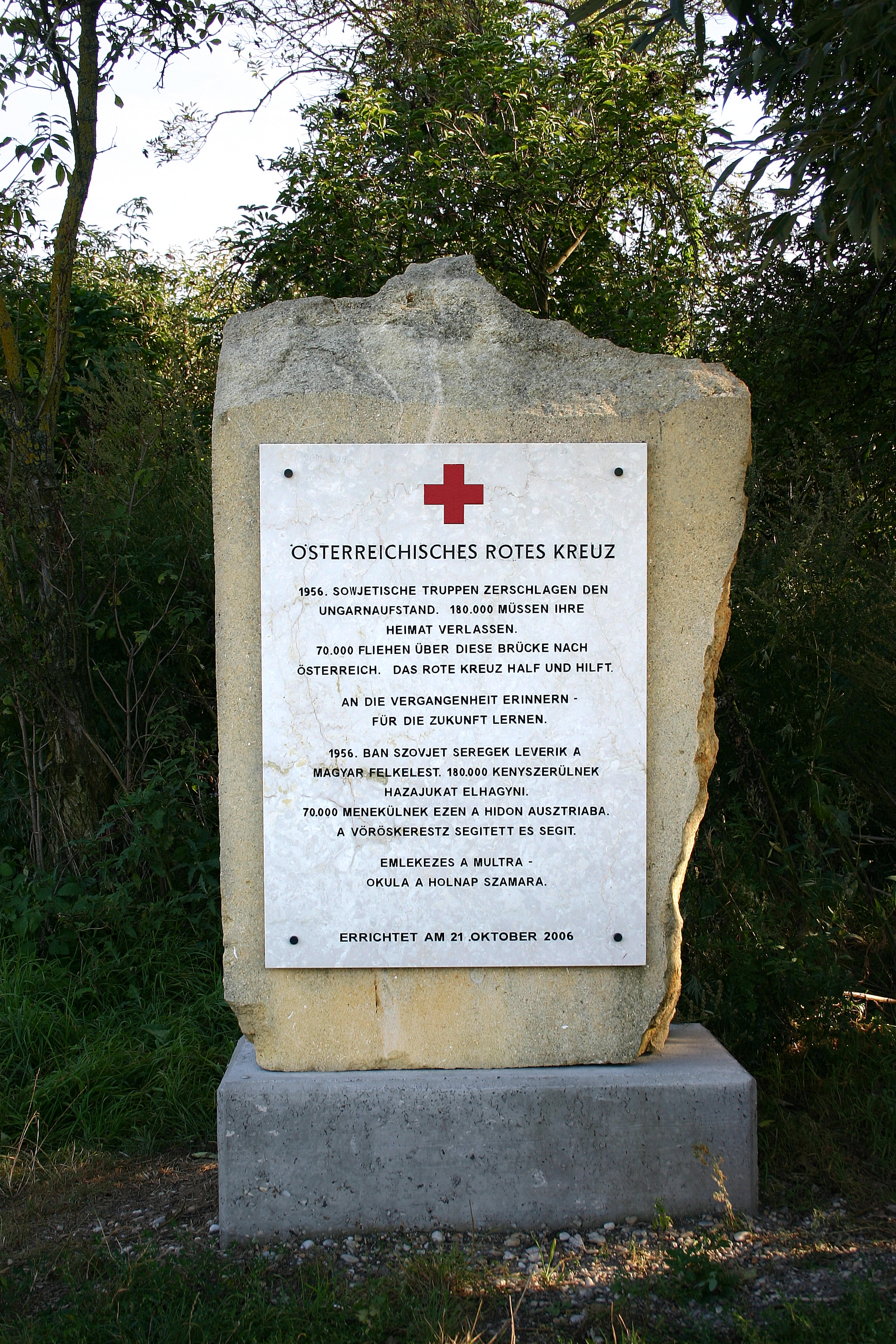
Gedenkstein Ungarischer Volksaufstand (1956) bei der Brücke von Andau

Das Österreichische Rote Kreuz (ÖRK) ist die Nationale Rotkreuz-Gesellschaft in Österreich nach den Genfer Abkommen und als solche Teil der Internationalen Rotkreuz- und Rothalbmond-Bewegung mit Hauptsitz in Wien. Am 14. März 1880 wurde die Österreichische Gesellschaft vom Rothen Kreuze (ÖGvRK) durch den Zusammenschluss von lokalen Hilfsvereinen gegründet und ist heute die größte Hilfsorganisation des Landes. Anerkannt und rechtlich geschützt wird es vom Staat auf Grund des Rotkreuzgesetzes, das am 1. Februar 2008 in Kraft trat und das Rotkreuzschutzgesetz von 1962 ablöst.

## Grundsätze
Die Grundsätze wurden bei der XX. Internationalen Rotkreuzkonferenz im Jahr 1965 in Wien beschlossen und von allen Mitgliedern der Internationalen Rotkreuz- und Rothalbmondbewegung angenommen.
- Menschlichkeit
- Unparteilichkeit
- Neutralität
- Unabhängigkeit
- Freiwilligkeit
- Einheit
- Universalität

## Geschichte

### Anfänge
Die erste Form des Österreichischen Roten Kreuzes war der Patriotische Hilfsverein, welcher bereits zwei Monate vor der bekannten Schlacht bei Solferino im Jahr 1859 gegründet wurde. Er verfügte über großen Rückhalt in Bevölkerung und wurde von dieser auch dementsprechend unterstützt. Seine Aufgaben bestanden in der Pflege verwundeter Soldaten der k.u.k. Armee, sowie der Betreuung von Kriegsopfern, Witwen und Waisen. Im Jahre 1864 erfolgte wegen des Deutsch-Dänischen Kriegs neuerlich die Gründung des Patriotischen Hilfsvereins, der wie bis dato üblich nach Kriegsende im selben Jahr wieder aufgelöst wurde. Bei dieser Auseinandersetzung waren erstmals Beobachter des Roten Kreuzes anwesend. Auf preußisch-österreichischer Seite nahm Chirurg Louis Appia diese Aufgabe wahr. Dieser berichtete, dass sich der Einsatz freiwilliger Helfer sehr gut bewährt hätte und erstmals weniger Soldaten in den Lazaretten starben, als im eigentlichen Kampfgeschehen, was bisher stets umgekehrt gewesen wäre. Dieser Erfolg war aber auf die freiwilligen Sanitäter Preußens zurückzuführen, die sich nicht nur um die eigenen Verwundeten, sondern auch um verletzte feindliche Soldaten kümmerten. Der Patriotische Hilfsverein beschränkte sein Wirken hingegen nur auf die Pflege und Betreuung österreichischer Kriegsopfer, ebenso wie die Dänen, die nach der Niederlage gegen preußisch-österreichische Armee laut Berichten der Rotkreuz-Beobachter sogar ihre eigenen Verwundeten zurückgelassen haben sollen.
Bereits zwei Jahre später kam es anlässlich des Deutschen Krieges erneut zur Gründung dieses Vereins. Im Verlauf des Krieges versuchte der Verein, Hilfsgüter an die Front zu schicken, die jedoch nicht bis dorthin gelangten. Die Kriegsgegner Preußen und Italien, hatten im Gegensatz zur Habsburgermonarchie nämlich bereits zu diesem Zeitpunkt die Genfer Konventionen unterzeichnet. Daher blieb der unmittelbare Handlungsraum des Patriotischen Hilfsvereins mangels international anerkanntem Status auf das Reichsgebiet beschränkt und die Lieferungen der Hilfsgüter in das eigentliche Kriegsgebiet wurden untersagt. Die Hauptaufgabe des Vereins stellte daher wiederum die Pflege von Verwundeten dar. Nach Kriegsende kam es aber nicht, wie bereits mehrmals praktiziert, zu einer Auflösung, sondern der Verein blieb bestehen. Er trug fortan die Bezeichnung Österreichischer Patriotischer Hilfsverein für verwundete Krieger - Militärwitwen- und Waisen. Zugleich Landeshilfsverein vom Rothen Kreuze für Niederösterreich und konnte zur Finanzierung auf eine eigens eingerichtete Stiftung zugreifen. Am 21. Juli 1866 trat auch die Monarchie den Genfer Konventionen bei, weshalb sich der Verein zur Anerkennung der Prinzipien des Roten Kreuzes verpflichtete. Dieser Schritt lässt sich auch auf das Versagen des österreichischen Sanitätsdienstes im Deutschen Krieg zurückführen. Während das Preußische Rote Kreuz den preußischen Sanitätsdienst optimal unterstützte, sollen die Österreicher, ähnlich wie die Dänen zwei Jahre zuvor, nach der verlorenen Schlacht bei Königgrätz sogar ihre eigenen Verwundeten zurückgelassen haben.

Wappen der Österreichischen Gesellschaft vom Rothen Kreuze

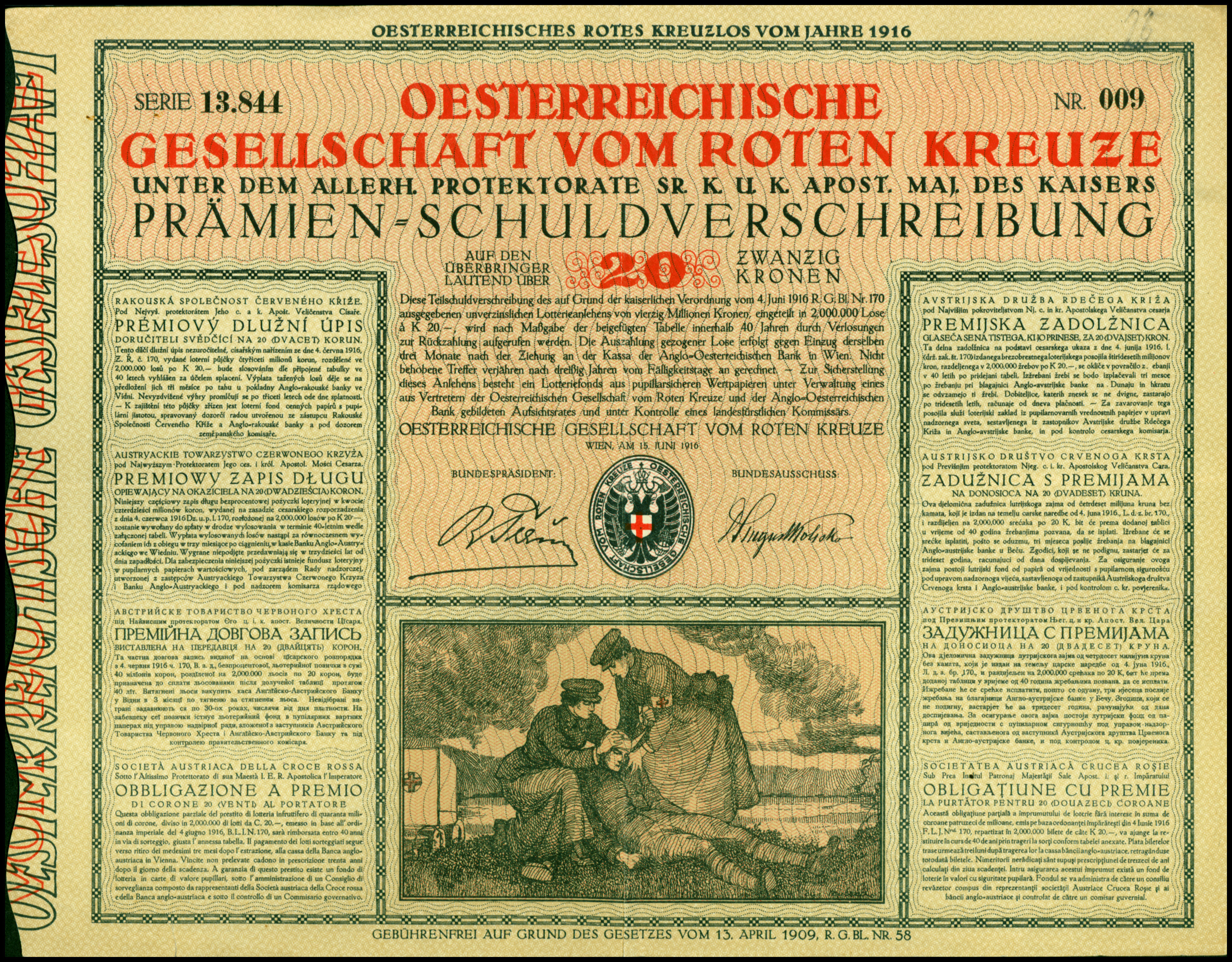
Schuldverschreibung über 20 Kronen der Oesterreichische Gesellschaft vom Roten Kreuze, vom 15. Juni 1916

In der Folgezeit entwickelten sich in den Ländern des Habsburgerreiches weitere derartige Hilfsvereine, wie etwa in Böhmen, Mähren, Schlesien und der Steiermark. Da es keine übergeordnete Organisation zur Koordination der Hilfstätigkeiten dieser eigenständigen Vereine gab, verlief die Durchführung derartiger Hilfsaktionen oft nur suboptimal. Daher wurde im Jahre 1879 auf Vorschlag des Verteidigungsministeriums die Schaffung einer entsprechenden Dachorganisation vorgeschlagen, die mit der Gründung der Österreichischen Gesellschaft vom Rothen Kreuze (ÖGvRK) am 14. März 1880 realisiert wurde. Kaiser Franz Joseph I. unterschrieb die Gründungsurkunde und übernahm gemeinsam mit seiner Gattin Elisabeth die Schirmherrschaft über den neuen Verein.
Das Aufgabengebiet dieser Organisation glich anfangs jenem des Patriotischen Hilfsvereins, allmählich widmete sie sich aber auch der Vorhaltung von Materialien für Lazarette (Katastrophenhilfe), der Durchführung von Vorsorgeprogrammen und dem Betreiben eines Suchdiensts. Das Sanitätswesen der Zivilbevölkerung wurde dennoch weiterhin von den Freiwilligen Feuerwehren sichergestellt, teilweise wurden diese von Helfern des Roten Kreuzes unterstützt. Mit der Zeit geriet der Sanitätsdienst der Feuerwehren aber unter die Aufsicht des Roten Kreuzes. Bis zum Ausbruch des Ersten Weltkriegs begann bereits in kleinem Maßstab der Aufbau eines Rettungsdiensts, der auf einen Beschluss der Bundesversammlung des ÖGvRK im Jahre 1900 zurückging. Der erste Krankentransport soll der Überlieferung nach von einer Dienststelle in der Bukowina zum Allgemeinen Krankenhaus der Stadt Wien durchgeführt worden sein. Das Hauptaugenmerk der ÖGvRK lag aber weiterhin auf der Unterstützung des militärischen Sanitätsdiensts.
In Wien wurde unter Eindruck des Ringtheaterbrandes Ende 1881 die Freiwillige Rettungsgesellschaft gegründet, die nach zuerst erfolglosen Versuchen der Kommunalisierung Ende 1938 an die städtische Berufsfeuerwehr angegliedert wurde und aus der 1940 der Rettungs- und Krankenbeförderungsdienst als eigene Dienststelle ausgegliedert wurde, die heutige Berufsrettung Wien. Es gab auch eine Freiwillige Hietzinger Rettungsgesellschaft, die 1947 wieder ihre Tätigkeit aufnahm und 1952 ihre ehemaligen Gebiete beanspruchte. Der dadurch Ende 1957 tobende „Rettungskrieg“ verschärfte sich durch die Etablierung des Roten Kreuzes in Wien, dem sich die Hietzinger Rettungsgesellschaft anschloss und konnte erst Mitte 1960 durch die Trennung des Rettungsdienstes in Wien und Niederösterreich beigelegt werden. Seit 1977 arbeitet die Wiener Rettung mit den anderen Rettungs- und Krankentransportdiensten, wie dem Roten Kreuz, koordiniert zusammen.
In Anlehnung an die Verwundetenversorgung im Kriege wurde 1882 die Österreichische Gesellschaft vom Weißen Kreuze für Kriegsversehrte in Friedenszeiten gegründet, die bis zum Ersten Weltkrieg bestand.

### Situation in den beiden Weltkriegen
Während des Ersten Weltkrieges wurde wiederum die Versorgung der verwundeten Soldaten zur Hauptaufgabe des ÖRK. Nach dem Anschluss Österreichs an das Deutsche Reich im Jahr 1938 wurde das ÖRK in das Deutsche Rote Kreuz (DRK) eingegliedert.

### Nach dem Zweiten Weltkrieg

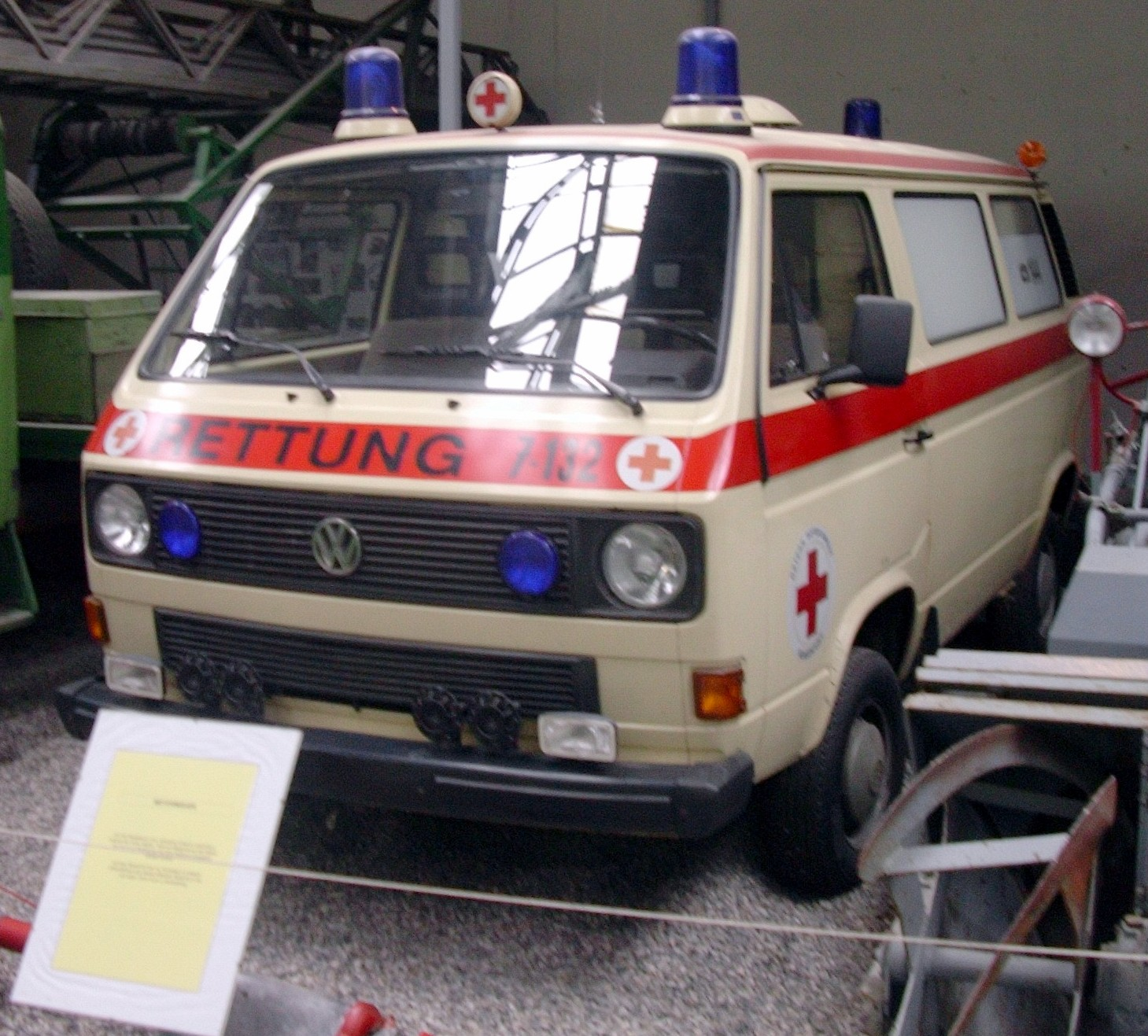
Ein VW T3 Rettungswagen des Kärntner Landesverbands

Nach dem Ende des Zweiten Weltkrieges 1945 wurde das ÖRK wieder eigenständig. Diese Maßnahme wurde vom österreichischen Parlament und den Alliierten rasch gebilligt. Im Jahr 1962 wurde die missbräuchliche Verwendung des Zeichens durch den Beschluss des Rotkreuzschutzgesetzes durch das österreichische Parlament untersagt. Auf der Internationalen Rotkreuz-Konferenz in Wien 1965, wurden die bereits genannten sieben Grundsätze beschlossen. 1970 folgte die Umbenennung in den aktuellen Namen Österreichisches Rotes Kreuz. Die Österreichische Hilfsaktion "Nachbar in Not" wurde 1992 unter Mitwirkung des ÖRK gegründet. Im Jahre 1994 wurde ein eigenes Leitbild durch den Arbeitsausschuss des ÖRK gefasst.
Im Juli 2015 wurde bekannt, dass das Wiener Rote Kreuz das Grüne Kreuz übernehmen möchte, ein Vorvertrag für die Übernahme wurde unterzeichnet. Die beiden Organisationen wollen vorbehaltlich der behördlichen Genehmigungen ab 1. September 2015 bei der Verwaltung zusammenarbeiten. Im November genehmigte die Bundeswettbewerbsbehörde (BWB) die Fusion vom Wiener Grünen Kreuz mit dem Roten Kreuz. Vom Zusammenschluss ausgenommen sind das Grüne Kreuz in Niederösterreich und in der Steiermark.

### Präsidenten
- Karl Freiherr von Tinti (1880–1884)
- Franz von Falkenhayn (1885–1898)
- Fürst Alois von Schönburg-Hartenstein (1899–1913)
- Rudolf Graf v. Abensperg-Traun (1913–1919)
- Max Wladimir von Beck (1919–1938)
- Adolf Pilz (1945)
- Karl Seitz (1946–1950)
- Burghard Breitner (1950–1956)
- Hans Lauda (1956–1974)
- Heinrich Treichl (1974–1999)
- Fredy Mayer (1999–2013)
- Gerald Schöpfer (seit 2013)

## Aufgabenbereiche

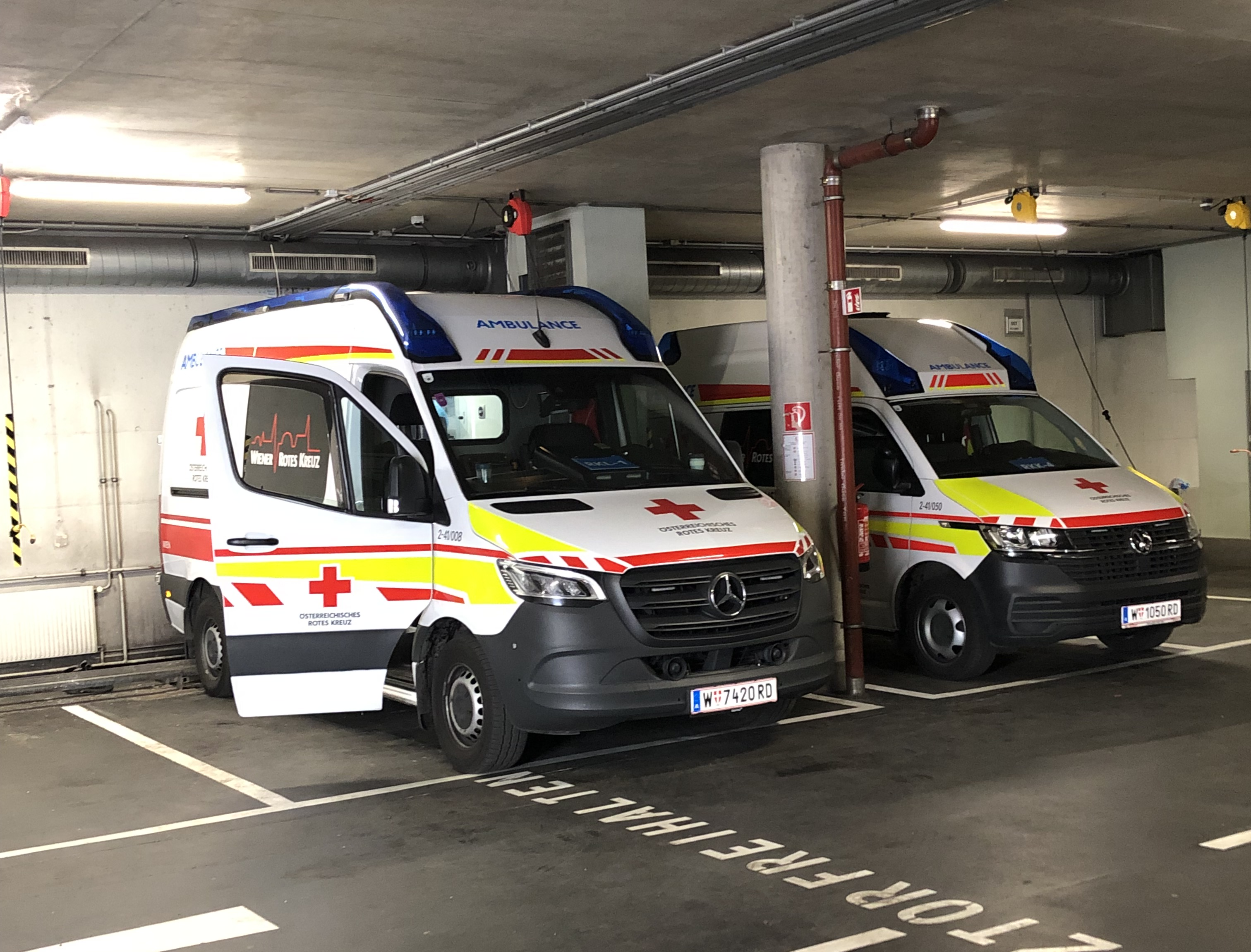
Ein RTW und ein als NKTW (Notfallkrankentransportwagen) disponierter SEW in der Zentrale des Wiener Roten Kreuzes.

### Rettungsdienst

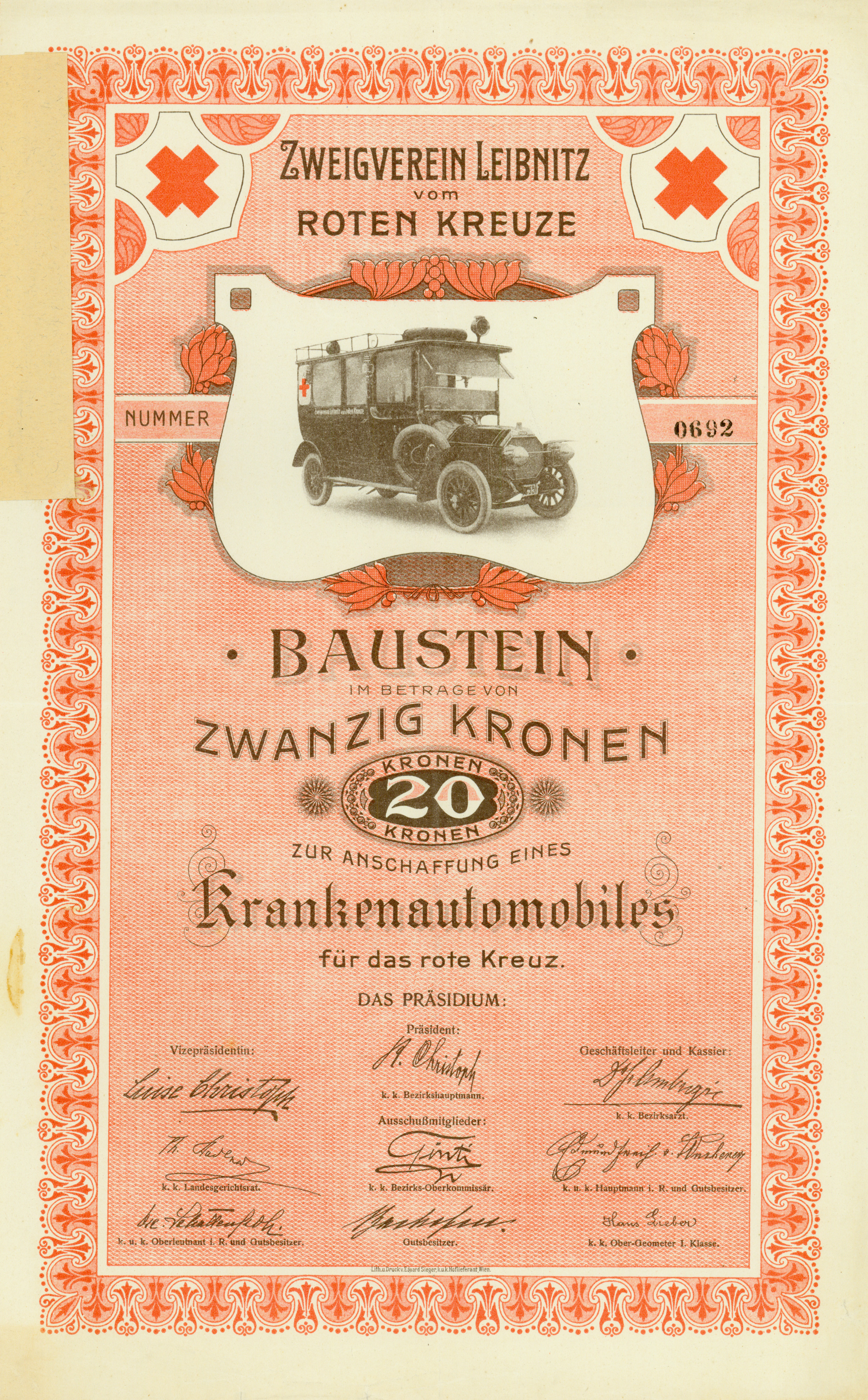
Baustein zur Finanzierung eines Krankenautomobiles des Zweigvereins Leibnitz vom Roten Kreuze von 1913

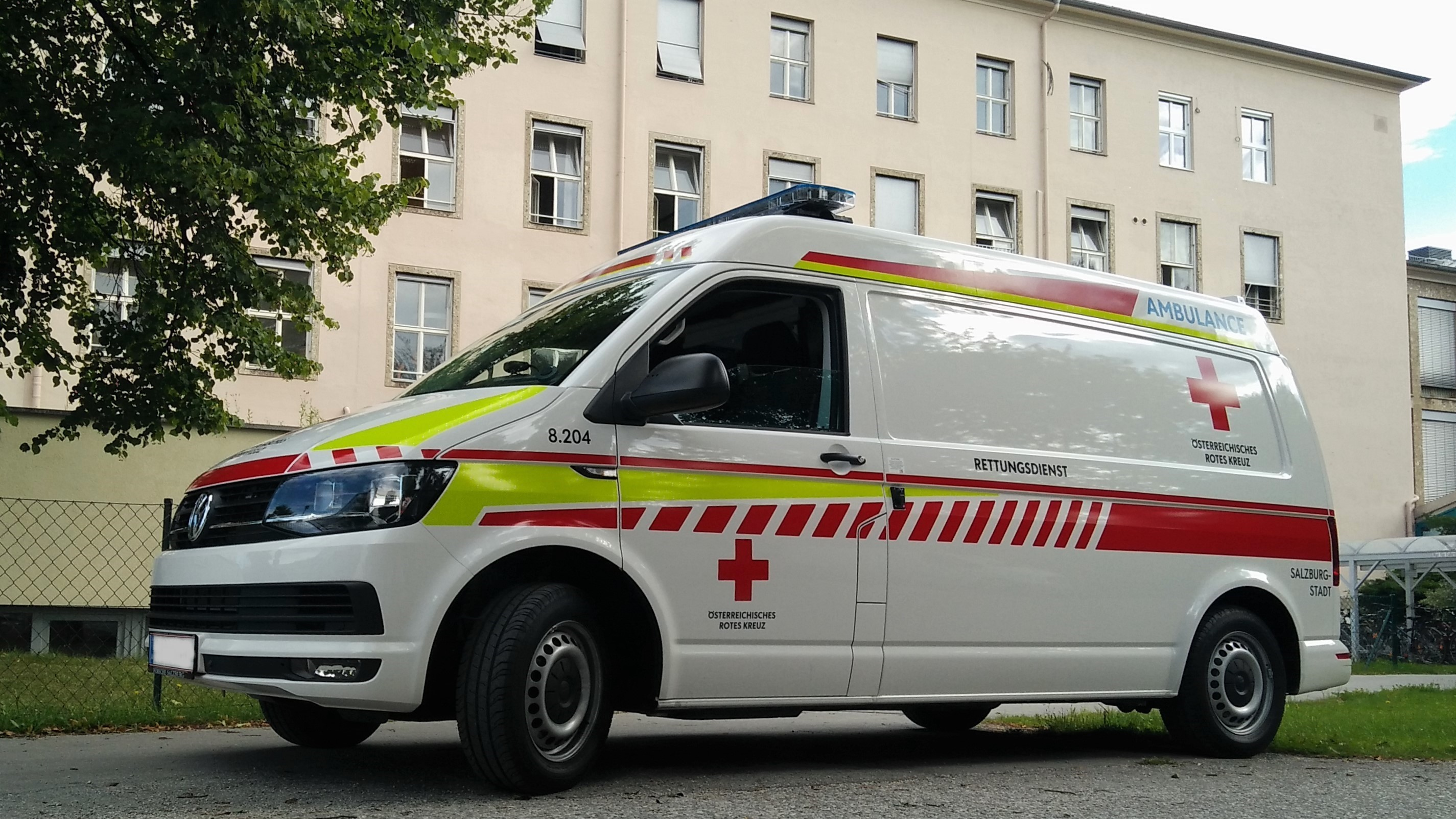
Krankentransportwagen der Bezirksstelle Salzburg-Stadt im neuen, bundesweiten "Fahrzeug-Design ’17"

Der bekannteste Aufgabenbereich des österreichischen Roten Kreuzes ist der Rettungsdienst, der in allen neun Bundesländern alleine oder in Zusammenarbeit mit anderen Hilfsorganisationen und Rettungsdiensten gemeinsam durchgeführt wird. Unter diesem Begriff werden die Notfallrettung mit oder ohne Notarzt sowie der qualifizierte und unqualifizierte Krankentransport (im internen Sprachgebrauch auch als „Sanitätseinsatz“ und „Ambulanztransport“ bezeichnet) zusammengefasst.

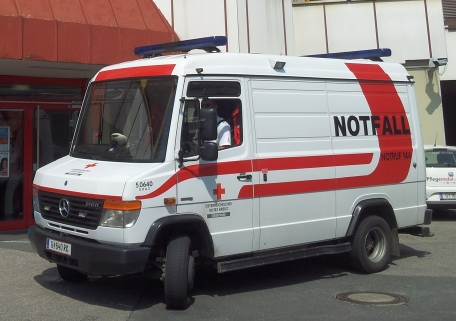
Notfallrettungswagen der Bezirksstelle Graz-Stadt (2012)

Zur Entgegennahme von Notrufen und der Koordinierung der Notfalleinsätze und Krankentransporte betreibt das ÖRK teilweise (Kärnten, Oberösterreich, Salzburg, Steiermark) eigene Rettungsleitstellen. In den restlichen Bundesländern (Burgenland, Niederösterreich, Tirol, Vorarlberg, Wien) werden die Rettungsleitstellen entweder durch die Länder selbst oder durch eigene Gesellschaften betrieben. Die Mitarbeiter der Rettungsleitstelle nehmen die eingehenden Anrufe und Notrufe entgegen, geben die Daten in das Einsatzleitsystem ein und ein Disponent sorgt für die Entsendung eines geeigneten Einsatzmittels. Die Arten der verwendeten Einsatzfahrzeuge unterscheiden sich innerhalb von Österreich, so werden zum Beispiel in Oberösterreich Mehrzweckfahrzeuge (intern Sanitätseinsatzwagen, kurz SEW) sowohl für Notfälle als auch für Krankentransporte genutzt, während in anderen Bundesländern wie Salzburg in verschiedene Einsatzmittel, darunter Rettungstransportwägen und Krankentransportwägen, unterschieden wird. Beinahe überall kommen jedoch Notarzteinsatzfahrzeuge im Rendezvous-System zum Einsatz.

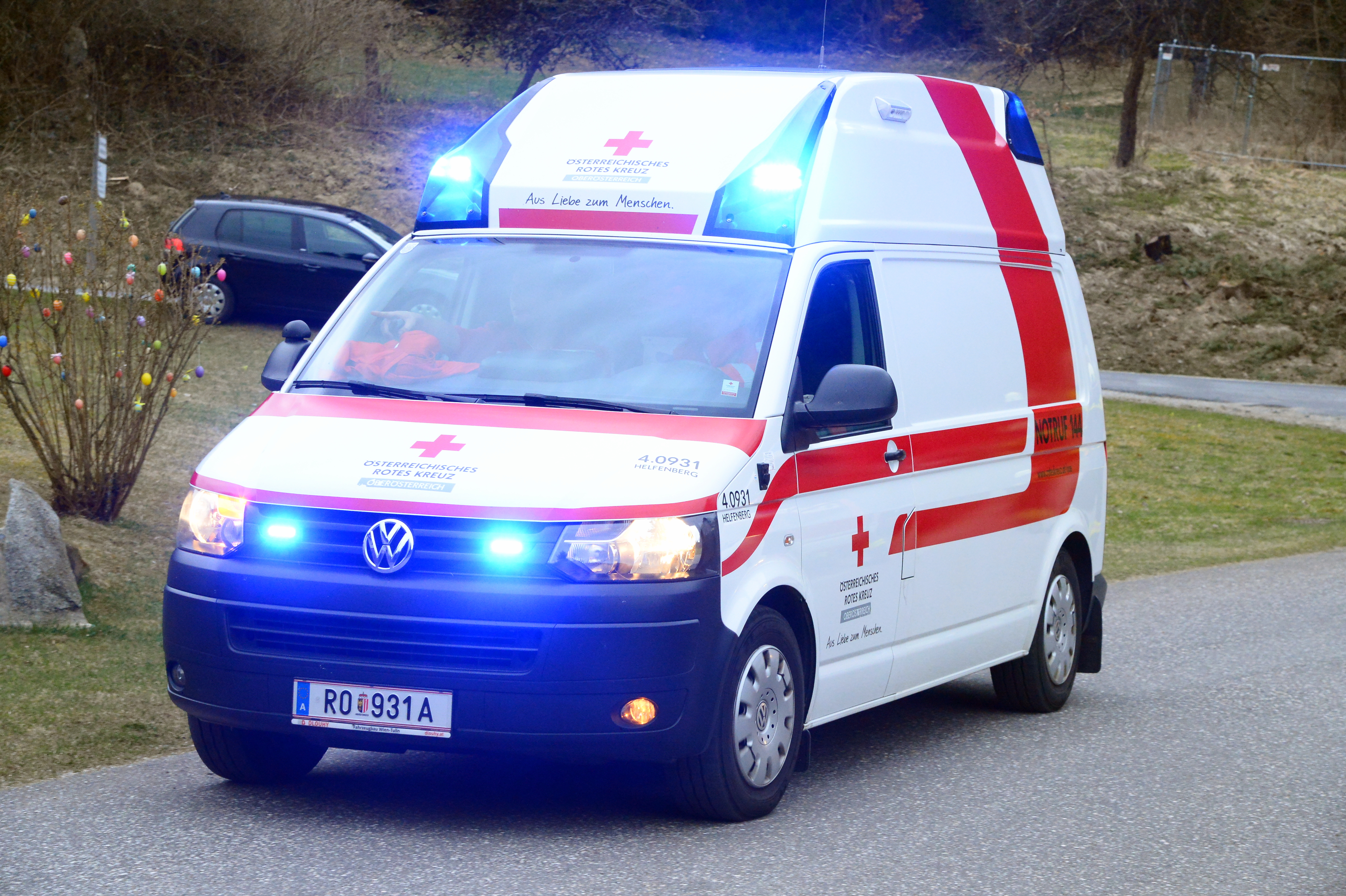
Sanitätseinsatzwagen der Ortsstelle Helfenberg, Oberösterreich (2018)

Im Jahr 2022 wurden im Rettungsdienst des ÖRK 2.124 Einsatzfahrzeuge betrieben, die in diesem Jahr 3.542.097 Einsatzfahrten für 3.076.676 Patienten durchführten. Von den 2022 über 75.401 ehrenamtlichen Mitarbeitern des ÖRK – jene bilden die Mehrheit der ÖRK-Mitarbeiter – waren 42.366 im Rettungsdienst tätig.
Speziell für Veranstaltungen bietet das ÖRK auch Ambulanzdienste an. Diese werden in der Regel ab einer gewissen Besucherzahl von der Behörde vorgeschrieben, können aber auch ohne behördlichen Zwang entgeltlich in Anspruch genommen werden. Das ÖRK stellt hierfür je nach Größe der jeweiligen Veranstaltung eine entsprechende Anzahl an Sanitätern und sanitätsdienstlichen Einrichtungen zur Verfügung.

### Blutspendedienst
Der Blutspendedienst besteht seit 1957. Von ihm wird ca. 95 % des notwendigen Blutes in Österreich durch Spenden aufgebracht. 2012 waren dies 388.992 Blutkonserven von 260.291 Blutspendern. Seit November 2018 engagiert sich der Blutspendedienst auch in der Registrierung von Stammzellspender/innen in Österreich.

### Gesundheits- und Soziale Dienste
Das ÖRK bietet abhängig von den einzelnen Landesverbänden und Bezirksstellen unter anderem mobile Pflegedienste (Hauskrankenpflege), Zustelldienste für fertig gekochte und tiefgekühlte Speisen (Essen auf Rädern), den Vertrieb und die Betreuung von Hausnotrufen (Rufhilfe), Besuchsdienste und Krisenintervention an und betreibt auch Altenheime sowie Tageszentren.

### Katastrophenhilfsdienst
Die Rahmenvorschrift zu Gliederung und Aufgabenbereichen des Katastrophenhilfsdienst (KHD) des Österreichischen Roten Kreuzes wurde zuletzt im Jahr 2022 durch die 259. Präsidentenkonferenz bundesweit vorgegeben. Diese gilt nicht nur für die Bewältigung von Katastrophen im In- und Ausland, sondern auch für die Vorsorge und sinngemäß für die Organisationen von Übungen zur Vorbereitung auf solche. Im Falle eines Einsatzes wird hierbei in Sanitätseinsätze (Versorgung und Transport von verletzten Betroffenen, zum Beispiel nach einem Großunfall), Betreuungseinsatz (Versorgung großteils Unverletzter, aber infolge einer Katastrophe obdach- oder versorgungslos gewordener Betroffener, zum Beispiel bei dem Menschen auf der Flucht Einsatz 2015) und Sondereinsatzformen (zum Beispiel in Zusammenarbeit mit dem Team Österreich) unterschieden. Die Vorhaltung entsprechender Kapazitäten in Form von Personal, Material und Fahrzeugen geschieht durch die Landesverbände und den Bundesverband. Ebenfalls in den Aufgabenbereich des KHD fallen die Entwicklungszusammenarbeit und humanitäre Hilfe im Ausland.

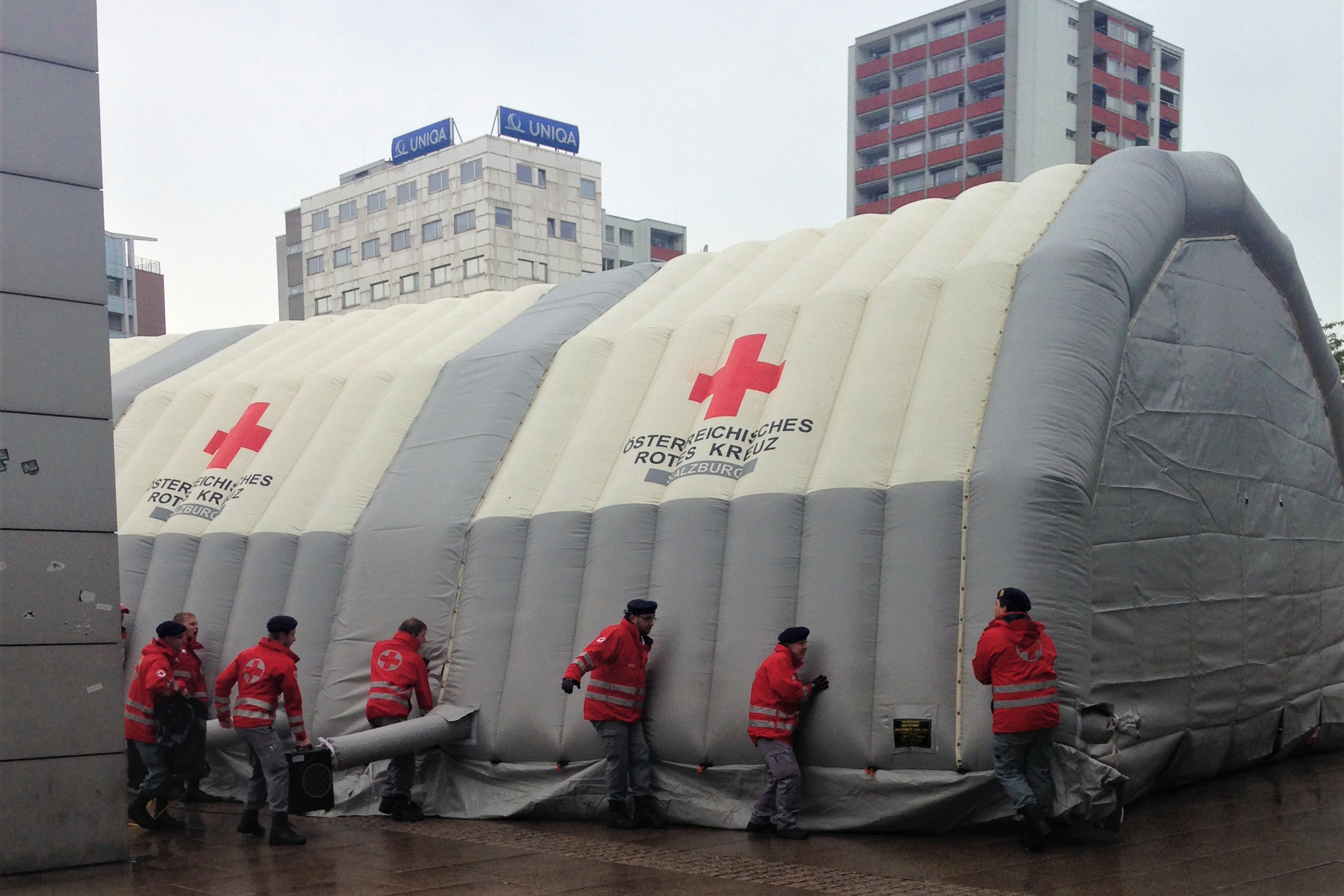
Mitarbeiter des Katastrophenhilfsdienstes errichten eine Notunterkunft für Flüchtlinge

Die Gliederung der einzelnen Elemente des KHD erfolgt österreichweit einheitlich, um im Einsatzfall schnell und bundesländerübergreifend zusammenarbeiten zu können. Grundsätzlich wird in folgende Einheiten unterschieden:
- Rettungskommandanten: In der Verantwortung der Bundes-, Landes- und Bezirksrettungskommandanten liegt die Führung und Organisation sämtlicher Kräfte in der Einsatzplanung und -vorbereitung.
- Rettungskommando: Das Rettungskommando ist ein Stab, der die Kommandanten auf allen drei Ebenen bei ihren Aufgaben unterstützt.
- Einsatzleiter vor Ort: Der Einsatzleiter koordiniert die Kräfte am Ort des Geschehens.
- Verbindungsoffizier: Der Verbindungsoffizier hält die Kommunikation zum Kommando und anderen Einsatzorganisationen aufrecht.
- Rotkreuz-Einheiten (RKE): Fasst jeweilige Ressourcen nach Aufgabengebiet zusammen (zum Beispiel Suchhunde, Logistik und Transport[26])

Eine weitere Gliederung zusätzlichen Personals geschieht in Kolonnen, Abteilungen, Züge und Gruppen auf der Ebene der Bezirksstellen. Ebenfalls zu den Einheiten des KHD gehört das Team Österreich sowie die internationalen Rotkreuz-Einheiten (RKIE). Diese internationalen Einheiten gliedern sich in:
- Internationale Response Capacity (IRC)
- Emergency Response Units (ERU).
- Field Assessment and Coordination Teams (FACT)
- EU Module

Wie in vielen Bereichen des ÖRK üblich, können bei Bedarf auch andere, nicht dem Katastrophenhilfsdienst zugehörige Dienste des Roten Kreuzes wie der Rettungsdienst, der Blutspendedienst und Gesundheits- und Soziale Dienste hinzugezogen werden. Ebenso wird der KHD umgekehrt zum Beispiel bei Ambulanzdiensten herangezogen, die nicht in den ursprünglichen Aufgabenbereich gehören.
Der erste große Einsatz des KHD des ÖRK war im Jahre 1956 im Zuge des Ungarn-Aufstandes, wo österreichische Helfer sowohl in Ungarn halfen, als auch die Flüchtlinge im Inland betreuten. Einer der bisher größten Einsätze des ÖRK war der Menschen auf der Flucht Einsatz 2015. Seit Februar 2020 ist der KHD des ÖRK im Einsatz zur Bewältigung der COVID-19-Pandemie in Österreich. Seit dem Februar 2022 ist der KHD des ÖRK im Einsatz zur Bewältigung der Folgen des russisch-ukrainischen Konfliktes.

### Aus-, Fort- und Weiterbildung
Neben der Aus- und Fortbildung von Rettungs- und Notfallsanitätern gemäß dem Sanitätergesetz. bietet das Österreichische Rote Kreuz auch Erste-Hilfe-Kurse für die Bevölkerung mit unterschiedlichen Schwerpunkten wie zum Beispiel Kindernotfälle oder Führerscheinneulinge an. Insgesamt nahmen im Jahr 2016 in Österreich 301.350 Menschen Kursen des ÖRK teil.

### Jugend
- Jugendrotkreuz: Das Österreichische Jugendrotkreuz hat die Aufgabe, in enger Zusammenarbeit mit den Schulen junge Menschen zu humanitärer Gesinnung und zu mitmenschlichem Verhalten hinzuführen sowie konkret Hilfe zu leisten, etwa durch altersgemäße Zeitschriften, Erste-Hilfe-Kurse, Schwimmabzeichen und humanitäre Projekte.
- Rotkreuz-Jugend: Im Unterschied zum Österreichischen Jugendrotkreuz erst ab 14 Jahren und außerschulisch; sie ist derzeit nur in Wien, Tirol, Kärnten und in der Steiermark umgesetzt. Grundaufgabe ist, den Mitgliedern die verschiedenen Bereiche des Roten Kreuzes näher zu bringen. Die Jugendlichen erhalten einen 16-stündigen Erste-Hilfe-Kurs und eine Ausbildung zum Katastrophenhelfer. Seit Mitte September 2012 gibt es für die Zielgruppe 13+ ein humanitäres Online-Jugendportal. Die Plattform bietet Infos und Möglichkeiten der niederschwelligen Beratung und des humanitären Engagements. Get Social richtet sich an alle Jugendlichen, die Interesse an humanitären Themen haben, unabhängig davon ob sie bereits aktiv oder nur interessiert sind.

### Suchdienst
Lange Jahre wurde nach dem Zweiten Weltkrieg der Suchdienst für vermisste Soldaten und Zivilisten durchgeführt, aber auch bei der letzten großen Katastrophe 2004 wurden Personensuchen mit den anderen Organisationen und Behörden durchgeführt.

### Internationale Hilfe – Entwicklungszusammenarbeit

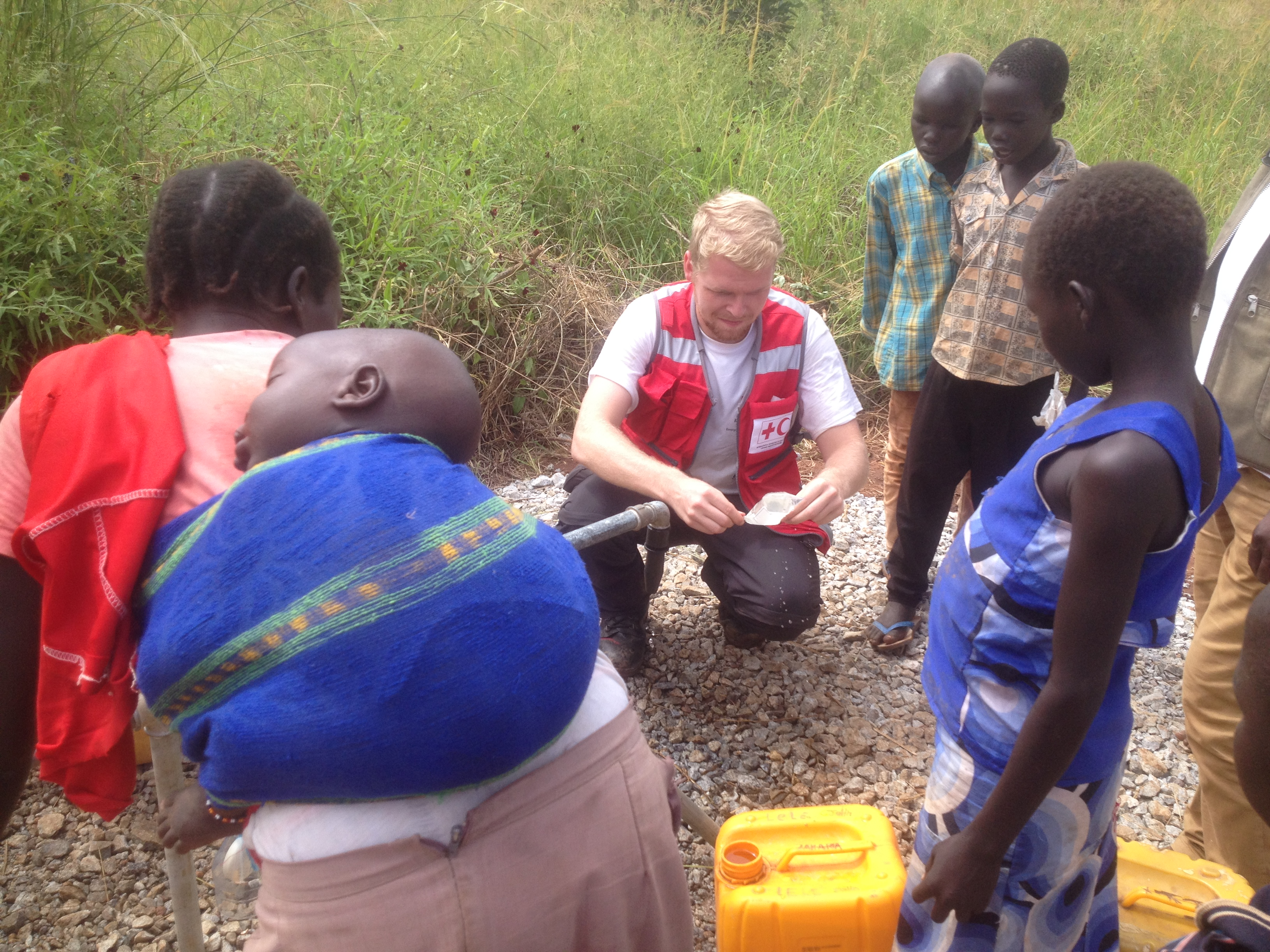
Österreichischer ERU Trinkwasser-Spezialist entnimmt eine Wasserprobe

In der Entwicklungszusammenarbeit unterstützt das Österreichische Rote Kreuz vor allem in den Bereichen Wasser- und Siedlungshygiene (mit Emergency Response Units), Basisgesundheitsversorgung und ganz allgemein im Kapazitätsaufbau nationaler Rotkreuz- und Rothalbmondgesellschaften in Entwicklungsländern. Damit trägt das Österreichische Rote Kreuz zur Umsetzung der Millennium-Entwicklungsziele der Vereinten Nationen bei.

### Gesellschaftspolitische Aufgaben

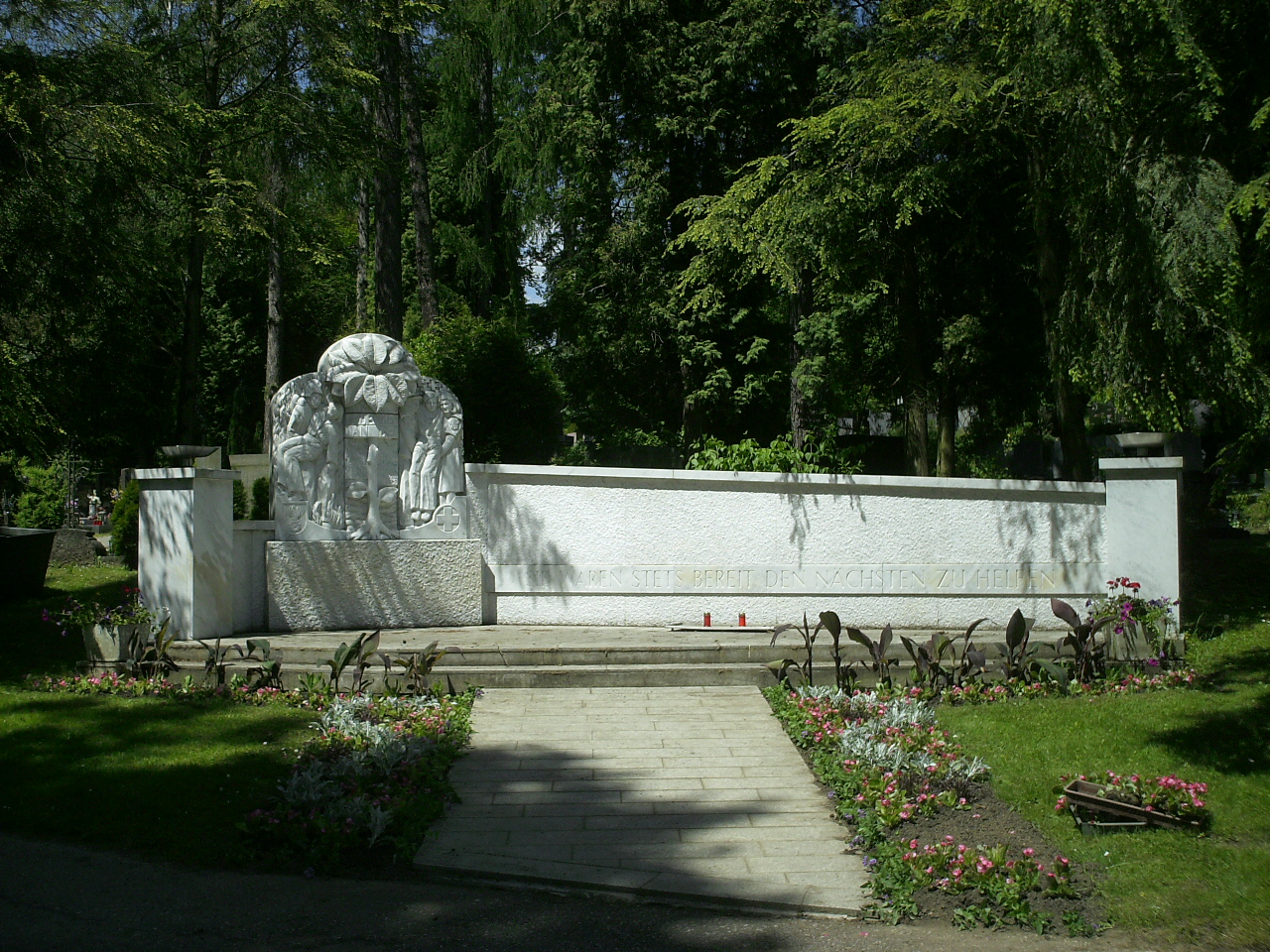
Ehrenmal für ÖRK und Feuerwehr in Kapfenberg/Stmk.

Verbreitung des humanitären Völkerrechts
Der Großteil der Mitarbeiter arbeitet ehrenamtlich, im Jahr 2012 waren dies 74.327 Freiwillige. Auch Zivildienstleistende können ihren Zivildienst beim Roten Kreuz ableisten.

## Aufbau

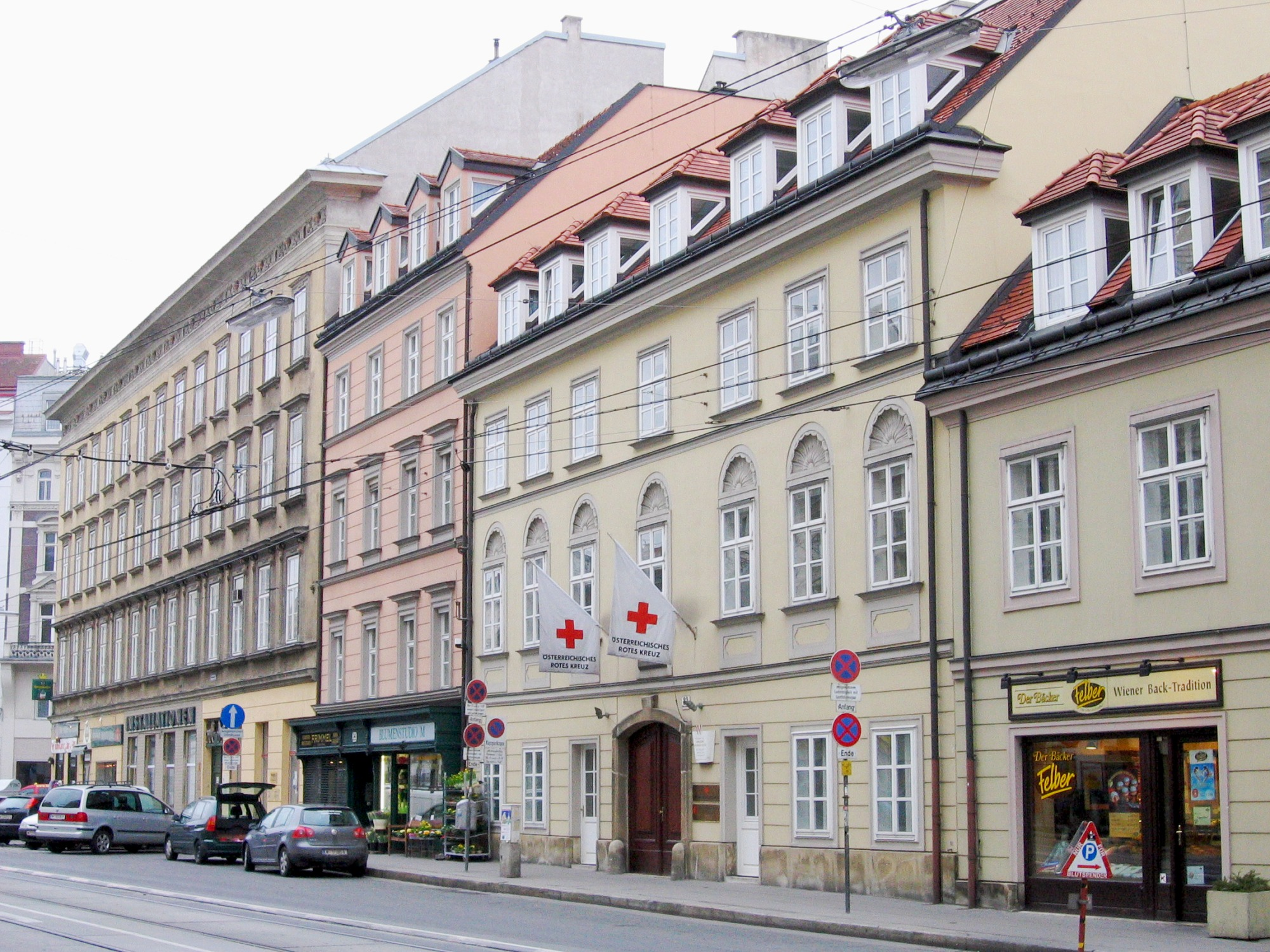
Die Zentrale in der Wiedner Hauptstraße in Wien

Das Österreichische Rote Kreuz ist ein gemeinnütziger Verein und ist daher dementsprechend organisiert. Die wichtigsten Organe sind die Hauptversammlung, das Generalsekretariat, die Präsidentenkonferenz und der Präsident selbst. Das geschäftsführende Gremium des Vereins bildet die Präsidentenkonferenz, die aus dem Präsidenten und seinen vier Stellvertretern, sowie den Präsidenten der Landesverbände und drei weiteren Mitgliedern besteht. Der Präsident wird, genau wie seine vier Stellvertreter, im Rahmen der Hauptversammlung gewählt. Weitere Aufgaben der Hauptversammlung ist die Beschlussfassung, beispielsweise über Budget, Höhe des Mitgliedsbeitrages und Änderung der Satzungen. Die Umsetzung der Beschlüsse von Präsidentenkonferenz und Hauptversammlung obliegt dem Generalsekretariat, welches das ausführende Organ des ÖRK darstellt. An der Spitze dieses Organs steht der Generalsekretär, der als Geschäftsführer fungiert und einen Stellvertreter hat.
Das Generalsekretariat ist auch für die Öffentlichkeitsarbeit und somit insbesondere für die Vertretung der Ideen und Ziele des Roten Kreuzes in der Öffentlichkeit zuständig. Außerdem nimmt es die Vertretung des ÖRK gegenüber der Internationalen Föderation der Rotkreuz- und Rothalbmond-Gesellschaften, nationalen Rotkreuz-Gesellschaften, Behörden und anderen Organisationen wahr. In Katastrophenfällen obliegt dem Generalsekretariat die Koordination der Hilfsmaßnahmen im nationalen und internationalen Bereich. Zudem unterhält es Kontakte zu anderen Vereinen und Organisationen mit ähnlichen Zielsetzungen. Die Zentrale des ÖRK befindet sich in der Wiedner Hauptstraße 32 in Wien.
Es gibt insgesamt 139 Bezirksstellen und 711 Ortsstellen.
Das ÖRK ist föderalistisch gegliedert und besteht aus neun Landesverbänden der österreichischen Bundesländer. Es handelt sich dabei um unabhängige Vereine, die rechtlich eigenständig sind und selbst über ihre Finanzmittel verfügen können, sie sind aber den Grundsätzen des ÖRK verpflichtet. Diese Organisationsform ist teilweise historisch bedingt, da ein Großteil der Landesverbände bereits vor der Gründung der österreichischen nationalen Rotkreuz-Gesellschaft in Form von freiwilligen Hilfsvereinen bestanden. Die Landesverbände sind gleich organisiert wie das ÖRK, ihre Organe sind die Generalversammlung, der Verbandsausschuss, der Arbeitsausschuss und der Präsident. Jeder Landesverband ist wiederum in Bezirks- und Ortsstellen (Wien ausgenommen, hier existieren keine Ortsstellen) untergliedert, die – ausgenommen in Tirol – zwar keine eigenen Vereine sind, aber trotzdem über entsprechende Organe (Leiter, Ausschüsse, Jahreshauptversammlungen) verfügen.

## Finanzierung
Im jährlich publizierten Tätigkeitsbericht weist das Österreichische Rote Kreuz einen Umsatz von EUR 660 Mio. aus. Davon gehen 58 % in den Rettungsdienst, 18 % in die Gesundheits- und Sozialen Dienste, 11 % in den Blutspendedienst und 10 % in die Internationale Zusammenarbeit. Seit 2010 ist der Umsatz um 34 % gestiegen, der Anteil der verschiedenen Dienste an den Umsätzen ist weitgehend stabil geblieben. Der Umsatz des Roten Kreuz ist von der Umsatzsteuer befreit.
Finanziert werden die Ausgaben zum überwiegenden Teil durch Leistungsentgelte durch die öffentliche Hand. Der Anteil der Spenden an den Einnahmen beträgt lediglich 11 %.

## Orden und Ehrenzeichen
Diese Liste gibt einen Überblick über die Orden und Ehrenzeichen des österreichischen Roten Kreuz in ihrer aktuellen Rangordnung.
- Verdienstkreuz des Österreichischen Roten Kreuzes
- Verdienstmedaillen des Österreichischen Roten Kreuzes
- Verdienstmedaille für Katastropheneinsätze und Entwicklungszusammenarbeit des Österreichischen Roten Kreuzes
- Verdienstmedaille des Österreichischen Roten Kreuz für besondere Verdienste um das Blutspendewesen
- Rotkreuzfahrtenspange
- Dienstjahrabzeichen des Österreichischen Roten Kreuzes
- Brosche für freiwillige HelferInnen
- Brosche für PflegehelferInnen
- Rotkreuz-Stundenspange
- Ehrenzeichen für Firmen und Organisationen

Daneben werden auch andere Ehrenzeichen vergeben, wie die Gedenkmedaille Henry Dunant in Silber oder in Gold.

### Ehemalige Ehrenzeichen
- Ehrenzeichen für Verdienste um das Rote Kreuz

### Weitere Preise
Im Jahr 1961 haben die Präsidenten der Landesverbände des Österreichischen Roten Kreuzes sowie das Österreichische Jugendrotkreuz aus Anlass des 65. Geburtstages des höchst verdienstvollen damaligen Präsidenten DDr. Hans Lauda die Dr. Hans Lauda-Stiftung ins Leben gerufen. Aus dieser Stiftung werden jährlich die DDr.Lauda-Preise an Personen oder Rotkreuz-Dienststellen vergeben, die sich durch hervorragende Leistungen im Rahmen der Rotkreuz-Arbeit besonders ausgezeichnet haben.
Weiters vergibt das österreichische Rote Kreuz für besondere Verdienste in der Humanität, im Gedenken an ihren ehemaligen Präsidenten Heinrich Treichl seit 1993, dem 80. Geburtstag Treichls, den Heinrich-Treichl-Preis.

#### Marketing
2017 gewann das Österreichische Rote Kreuz für die Kampagne "Rettet die Rettung" den Staatspreis für PR. Geplant und umgesetzt wurde die Kampagne durch den Wiener Kampagnenexperten Philipp Maderthaner und sein Campaigning Bureau. Im Zuge der Kampagne registrierten sich online mehr als 28.000 Unterstützer.
Im Jahr 2018 wurde die Marke Österreichisches Rotes Kreuz vor Österreich und Google als stärkste Marke von Young & Rubicam erhoben.